# Juris Kronbergs
Juris Kronbergs, Juris-Rudolf Kronbergs, född 9 augusti 1946 i Stockholm, död 6 juli 2020 i Skärholmens distrikt, Stockholms län, var en lettisk-svensk översättare från lettiskan och den främste introduktören av den lettiska litteraturen i Sverige.
Han föddes i Stockholm av lettiska flyktingar, som 1945 räddat sig undan den sovjetiska ockupationen; fadern var konstnären Rudolfs Kronbergs. Juris Kronbergs studerade 1966–1974 skandinaviska och baltiska språk vid Stockholms universitet. Han spelade också trummor i några olika grupper och skrev dikter på lettiska. 1987–1992 arbetade han som tolk åt Sveriges riksdag och Nordiska rådet. Efter Lettlands självständighet var han 1991–1993 ordförande i Lettlands PEN-klubb och 1992–2002 Lettlands kulturattaché i Stockholm.
Kronbergs har bland annat översatt texter av Vizma Belševica, Imants Ziedonis, Knuts Skujenieks, Dzintars Sodums och Aleksandrs Čaks. Hans sista översättning blev den hyllade romanen Modersmjölken av Nora Ikstena. Han har också i mindre utsträckning översatt från litauiska. Kronbergs är begravd på Skogskyrkogården i Stockholm.

## Priser och utmärkelser
- 1989 – Stiftelsen Natur & Kulturs översättarpris
- 2014 – Svenska Akademiens tolkningspris